# Glen Cooper
Glen Albert Cooper (20 de Novembro de 1915 – 6 de Abril de 1986) foi um militar australiano que serviu na Real Força Aérea Australiana. Durante a Segunda Guerra Mundial comandou o Esquadrão N.º 80 na Campanha da Nova Guiné e, mais tarde, a Asa N.º 80 em Bornéu. Depois da guerra, comandou a Asa N.º 78 na Emergência Malaia. Depois de se reformar e retirar da RAAF, foi feito Comandante da Ordem do Império Britânico.